# Блант (округ, Алабама)
Блант (англ. Blount County) — округ в штате Алабама, США. Население по переписи 2020 года — 59 134 человека. Административный центр — Онеонта.
Официально образован в 1818 году.

## География
Расположен в северо-восточной части штата, в пределах плато Камберленд. Локуст-Форк и Малберри-Форк, два основных притока реки Блэк-Уорриор, протекают на западе и в центральной части округа. Гора Белл и часть вершины Сэнд находятся в северо-восточной части. Межштатная автомагистраль I-65 является основной транспортной артерией округа, проходящей с севера на юг на западных окраинах. Другими крупными путями являются шоссе  (юго-запад),  (центр и северо-восток) и  (север). Роббинс-Филд — главный воздушный узел региона, расположенный в административном центре.
По данным Бюро переписи США, общая площадь округа равняется 1685 км², из которых 1670 км² составляет суша и 15 км² — водные объекты (0,89 %).

### Климат
Для округа характерно долгое жаркое лето, что обусловлено переходом влажного тропического воздуха с просторов Мексиканского залива. Зимы прохладные и довольно короткие, снегопады очень редки. Осадки обильные в течение всего года, а длительные засухи редки. Сильные штормы, включая торнадо, характерны для данного региона.
| Показатель                    | Янв. | Фев. | Март | Апр. | Май | Июнь | Июль | Авг. | Сен. | Окт. | Нояб. | Дек. | Год  |
| ----------------------------- | ---- | ---- | ---- | ---- | --- | ---- | ---- | ---- | ---- | ---- | ----- | ---- | ---- |
| Абсолютный максимум, °C       | 17   | 18   | 24   | 26   | 32  | 36   | 36   | 37   | 36   | 28   | 23    | 18   | 28   |
| Средний суточный максимум, °C | 11   | 13   | 18   | 23   | 27  | 31   | 32   | 32   | 29   | 24   | 17    | 12   | 23   |
| Средняя температура, °C       | 5    | 7    | 11   | 16   | 20  | 24   | 26   | 26   | 23   | 16   | 10    | 6    | 16   |
| Средний суточный минимум, °C  | −1   | 1    | 4    | 8    | 13  | 18   | 20   | 19   | 16   | 9    | 3     | 0    | 9    |
| Абсолютный минимум, °C        | −8   | −5   | −1   | 5    | 9   | 15   | 17   | 17   | 13   | 3    | −1    | −5   | 5    |
| Норма осадков, мм             | 140  | 133  | 159  | 126  | 113 | 102  | 126  | 106  | 92   | 77   | 103   | 134  | 1410 |
| Источник: НЦЭИ                |      |      |      |      |     |      |      |      |      |      |       |      |      |

## История
Образован актом законодательного собрания территории Алабама 6 февраля 1818 года. Впоследствии некоторые земли округа перешли в состав других единиц, а именно Джефферсона, Маршалла, Уолкера и Калмена. Назван в честь губернатора Теннесси Вилли Бланта, который направил войска Эндрю Джексона в Алабаму во время крикской войны. Многие из людей Джексона позднее стали первыми поселенцами округа и основали торговый пост в современном Блантсвилле. Одним из первых поселенцев региона является Джордж Пауэлл, ставший одним из первых топографов Алабамы, а также написавший первый отчёт об истории округа.
В первой половине XIX века Блаунт-Спрингс стал известным курортом для отдыха богатых людей юга, привлекаемых местными минеральными источниками. В период Гражданской войны, в мае 1863 года генерал Конфедерации Нейтан Бедфорд Форрест атаковал войска полковника Союза Абеля Стрейта, пытавшиеся пересечь Локуст-Форк. Во время рейда сёстры Селия и Уинни Мэй Мёрфри захватили трёх солдат Союза, пока они спали, и доставили их к Форресту. В 1880-х годах округ стал крупным регионом по производству железа, что способствовало развитию сталелитейной промышленности в соседнем Бирмингеме. В 1937 году Джей Брек Масгроув вошел в историю, открыв единственный в Алабаме подпольный ночной клуб и казино в Бангор-Кейв. Занимая переднюю часть пещеры, нелегальный клуб привлекал танцоров, игроков и преступников, прежде чем губернатор Бибб Грейвс приказал закрыть его.

## Население
По переписи населения 2020 года в округе проживало 59 134 жителя. Плотность населения — 35,41 чел. на один квадратный километр. Расовый состав населения: белые — 84,15 %, чёрные или афроамериканцы — 1,4 %, испаноязычные или латиноамериканцы — 9,76 % и представители других рас — 4,69 %.

## Орган власти
Управляется специальной комиссией, подконтрольной законодательному собранию штата. Состоит из пяти представителей. Выборы проходят раз в четыре года.

## Экономика
В XIX веке в округе преобладало сельское хозяйство. Основными культурами являлись хлопок, кукуруза и пшеница. После Гражданской войны железная руда, добываемая в округе, способствовала индустриальному буму в Бирмингеме. В 1889 году Генри Дебарделебен и Джеймс Слосс приобрели шахты Champion и провели к ним ответвление железной дороги Луисвилл—Нашвилл. В период 1925—1967 годов шахта поставляла сырьё для печей Woodward, TCI и Sloss в Бирмингеме и Republic в Гадсдене. Из-за упадка сталелитейной промышленности 1970-х годов тысячи жителей округа потеряли работу.
По данным переписи 2020 года, средний годичный доход домохозяйства составляет 48 922 долл., что на 6 % ниже среднего уровня по штату и на 24,73 % ниже среднего по стране. По состоянию на май 2022 года, уровень безработицы в округе составил 2 %.

## Образование
Система образования округа состоит из 16 школ.

## Культура и достопримечательности
В округе находятся несколько пещер, включая Бангор и Риквуд, возраст которой оценивается более чем в 260 миллионов лет.
В парке Палисейдс расположен дендрарий, а также строения исторической деревни; здесь же находится дом пионеров Мёрфри, построенный в 1820 году поселенцем Дэниэлом Мёрфри и являющийся одним из старейших сооружений в округе.